# Thomas Rhame

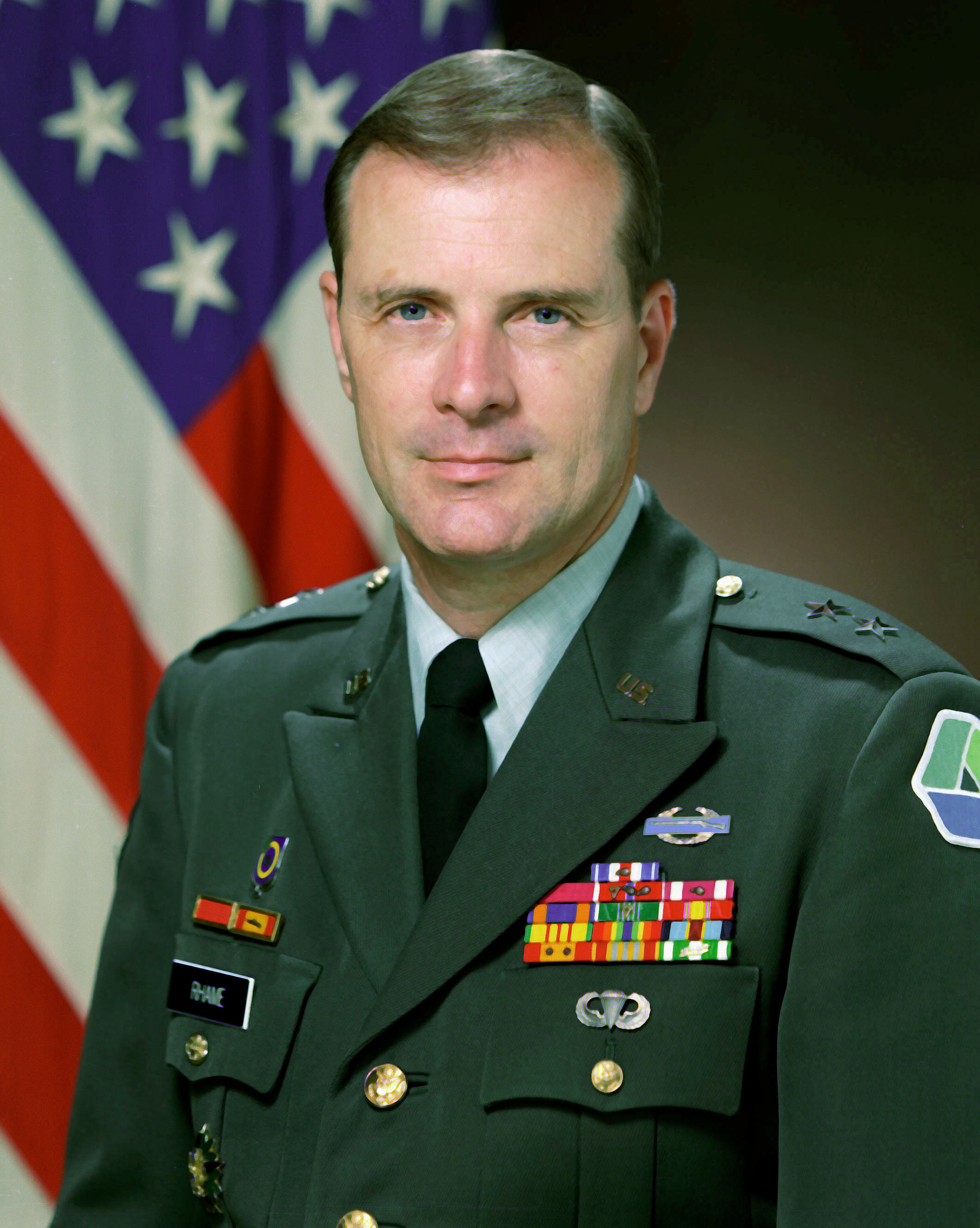
Thomas Gene Rhame (1997)

Thomas Gene Rhame (* 27. Januar 1941 in Winnfield, Louisiana; † 27. Juni 2023) war ein Generalleutnant der United States Army. Er war unter anderem Kommandeur der 1. Infanteriedivision.
Thomas Rhame war ein Sohn von Thomas Elton Rhame und dessen Frau Mary Sue Blair. Über das ROTC-Programm der Louisiana State University gelangte er im Jahr 1963 in das Offizierskorps des US-Heeres. Dort wurde er als Leutnant der Infanterie zugeteilt. In der Armee durchlief er anschließend alle Offiziersränge vom Leutnant bis zum Drei-Sterne-General. Im Lauf seiner militärischen Karriere absolvierte er verschiedene Kurse und Schulungen. Dazu gehörten unter anderem der Infantry Basic Course, der Infantry Advanced Course, das Armed Forces Staff College und das United States Army War College. Außerdem erhielt er einen akademischen Grad von der Syracuse University.
In seinen jüngeren Jahren versah er den für Offiziere in den niederen Rangstufen üblichen Dienst in unterschiedlichen Einheiten und Standorten. Dazu gehörten auch Aufgaben als Stabsoffizier in verschiedenen Hauptquartieren. Rhame war zwei Mal im Vietnamkrieg eingesetzt. Bei seinem ersten Einsatz im Jahr 1967 war er Kompanieführer in der 1. Kavalleriedivision (Panzer) und bei seinem zweiten Vietnameinsatz im Jahr 1971 gehörte er als Berater dem Stab des U.S. Military Assistance Command, Vietnam, an.
In den 1970er Jahren war er unter anderem Student am Armed Forces Staff College in Virginia (1975) und zwischen 1976 und 1978 Bataillonskommandeur bei der 2. Panzerdivision in Fort Hood, dem heutigen Fort Cavazos. Anschließend wurde er nach Los Angeles versetzt, wo er bis 1980 als Berater für die 40. Infanteriedivision tätig war, die zur California National Guard gehörte. Es folgte sein Studium am US-Army War College in Pennsylvania, das er im Jahr 1981 beendete. Daran schloss sich eine Versetzung zur 3. Infanteriedivision nach Deutschland an. Dort kommandierte er in den Jahren 1981 bis 1983 eine Brigade dieser Division. Anschließend wurde er Stabschef der 3. Panzerdivision, die damals in Frankfurt am Main stationiert war. Er blieb bis 1986 in Deutschland und war zwischenzeitlich auch Standortkommandant von Hanau.
Nach seiner Rückkehr in die Vereinigten Staaten wurde er zur G1-Stabsabteilung (Personalwesen) im Heeresamt versetzt, der er in den Jahren 1986 bis 1989 angehörte. Im Juli 1989 erhielt Thomas Rhame als Nachfolger von Gordon R. Sullivan das Kommando über die 1. Infanteriedivision, die in Fort Riley stationiert war. Rhame behielt sein Kommando bis zum August 1991. Am 8. November 1990 wurde die 1. Infanteriedivision in den Alarmzustand versetzt und verlegte in den kommenden zwei Monaten mehr als 12.000 Soldaten und 7000 Teile Ausrüstung nach Saudi-Arabien zur Unterstützung der Operation Wüstensturm, die Teil des Zweiten Golfkriegs war. In der Folge drang Rhames Division nach Kuwait und in den Irak vor.
Von 1991 bis 1993 leitete Thomas Rhame die amerikanische Ausbildungsmission (United States Military Training Mission), die Teil des amerikanischen Militärkommandos in Riad in Saudi-Arabien war. Danach war er bis 1997 Direktor bei der Defense Security Assistance Agency in Washington, D.C. Anschließend ging er in den Ruhestand.
Nach seiner Pensionierung war Thomas Rhame zwischen 1998 und 2014 Vorstandsmitglied der Association of the United States Army. Der mit Linda Ann Saunders verheiratete Offizier starb am 27. Juni 2023 und wurde auf dem Nationalfriedhof Arlington beigesetzt.

## Orden und Auszeichnungen
Thomas Rhame erhielt im Lauf seiner militärischen Laufbahn unter anderem folgende Auszeichnungen:
- Defense Distinguished Service Medal
- Army Distinguished Service Medal
- Silver Star
- Legion of Merit
- Bronze Star Medal
- Defense Superior Service Medal
- Meritorious Service Medal
- Air Medal
- Army Commendation Medal